# Identitet (2003.)
Identitet (eng. Identity), američki triler iz 2003. godine.

## Sažetak radnje
Desetero putnika zatekne oluja u Nevadi. Sklonište su pronašli u napuštenom motelu. Osjećaj radosti uskoro zamijenio je osjećaj tjeskobe i straha kad su zaredale smrti. Pribravši se, shvate da ih je nešto tajno okupilo ondje i da ako riješe tu tajnu jedino tako će preživjeti. Glavni likovi su policajac koji prevozi ubojicu, vozač razmažene glumice i prostitutka koja se želi povući i uzgajati naranče